# (33145) 1998 DK8
1998 DK8 (asteroide 33145) é um asteroide da cintura principal. Possui uma excentricidade de 0.06058840 e uma inclinação de 3.72833º.
Este asteroide foi descoberto no dia 21 de fevereiro de 1998 por Beijing Schmidt CCD Asteroid Program em Xinglong.